# Leatrice Joy
Pour les articles homonymes, voir Joy.
Leatrice Joy (7 novembre 1893 - 13 mai 1985) est une actrice américaine surtout active à l'époque du cinéma muet.

## Enfance et débuts
Leatrice Joy Zeidler est née à La Nouvelle-Orléans. Elle adopta le nom de scène de Leatrice Joy pour ses débuts au théâtre. Elle fit ses débuts au cinéma en 1915, pour la Nola Film Company, une petite compagnie basée à La Nouvelle-Orléans. En 1917, elle s'installa à Hollywood, alors nouveau centre cinématographique, et commença à jouer dans des courts-métrages comiques avec Billy West et Oliver Hardy. Elle fut prise sous contrat par les studios de Samuel Goldwyn, pour qui elle joua d'abord avec Mary Pickford en 1917 dans The Pride of the Clan. Dès 1920, sa carrière avait décollé et elle était devenue une actrice très populaire, jouant les premiers rôles face à Wallace Beery, Conrad Nagel, Nita Naldi et Irene Rich.
Elle jouait souvent des rôles de femme forte et indépendante, bien en phase avec l'atmosphère libérée des Roaring Twenties (les "rugissantes années 1920"), qui étaient appréciés du public, particulièrement féminin. Ses cheveux coupés court et son personnage un peu « garçon manqué » (elle joua plusieurs femmes qu'on prenait par erreur pour des jeunes gens) devinrent à la mode. Pour cette raison, Cecil B. DeMille chercha à l'engager et lui fit signer un contrat avec Paramount Pictures en 1922. Immédiatement, il la mit en scène avec Conrad Nagel dans Le Détour (Saturday Night), qui remporta un grand succès, puis avec Thomas Meighan dans le mélodrame Le Réquisitoire (Manslaughter). Elle joua dans de nombreux autres succès de la Paramount et fut l'objet d'importantes campagnes publicitaires en tant que protégée de Cecil B. DeMille.

## Films parlants et retraite
En 1925, contre l'avis des studios, Joy quitta Paramount et suivit DeMille à la nouvelle Producers Distributing Corporation. Elle y participa à quelques succès mineurs, notamment au dernier film muet de Lois Weber The Angel of Broadway en 1927. Un désaccord professionnel conduisit à sa rupture avec DeMille en 1928, et elle signa avec la Metro-Goldwyn-Mayer. Elle fut la tête d'affiche du second film partiellement parlant de la MGM, The Bellamy Trial en 1928, face à Betty Bronson et Margaret Livingston.
Sa carrière commença à battre de l'aile avec l'essor du parlant. La raison en serait en partie son fort accent du sud, considéré comme peu distingué par rapport à la diction raffinée de la côte est des nouvelles actrices. En 1929, elle se retrouva sans contrat.

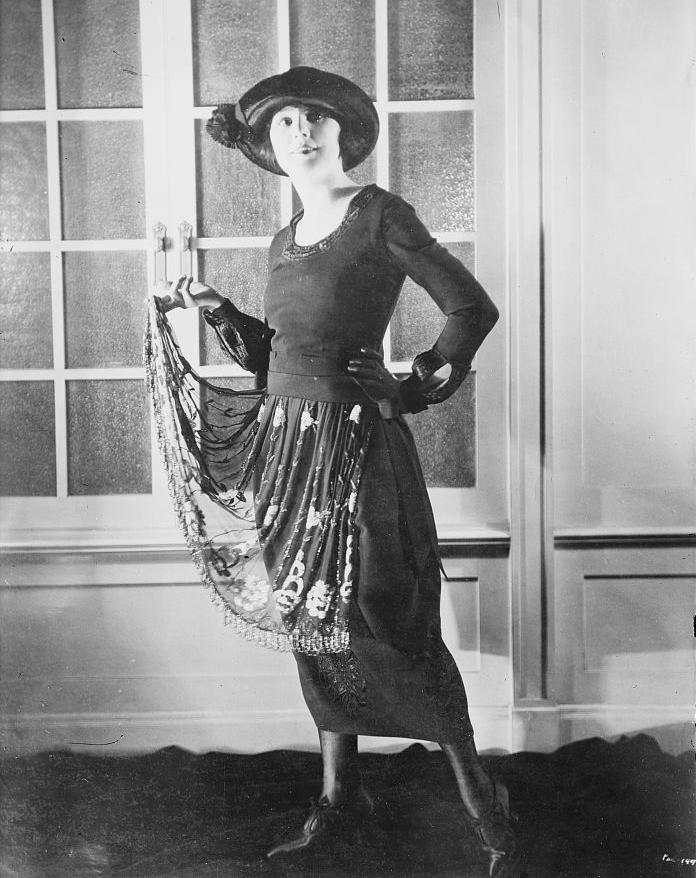
Leatrice Joy vers 1920

Au début des années 1930, Joy était en semi-retraite du cinéma, mais elle fit plus tard des apparitions dans quelques films au succès mineur, par exemple en 1951 dans Nid d'amour (Love Nest), où figurait la jeune Marilyn Monroe. Elle mit un terme à sa carrière en 1954.
En 1980, elle apparut dans la série télévisée documentaire Hollywood: A Celebration of the American Silent Film, où elle parla de sa relation avec l'acteur John Gilbert.

## Vie personnelle
Leatrice Joy épousa John Gilbert en 1922. Ils eurent une fille, Leatrice Gilbert Fountain, mais divorcèrent en 1924, Gilbert étant un coureur de jupons. Joy épousa William S. Hook en 1931.
À la fin de sa vie, elle se retira à Greenwich (Connecticut). Elle mourut en 1985 d'anémie aiguë à Riverdale (New York) et fut inhumée au cimetière de l'église épiscopale du Saint Sauveur (Saint Savior Episcopal Churchyard) à Old Greenwich, dans le Connecticut.
Elle fut honorée d'une étoile sur le Hollywood Walk of Fame, au 6517 de Hollywood Blvd.

## Filmographie partielle
1916
- Fatty vagabond (The Other Man) de Mack Sennett, avec Roscoe "Fatty" Arbuckle

1917
- A Girl's Folly de Maurice Tourneur

plusieurs films d'Arvid E. Gillstrom avec Billy West et Oliver Hardy :
- The Candy Kid
- The Slave

1918 :
- The Handy Man de Charley Chase
- Three X Gordon d'Ernest C. Warde
- One Dollar Bid d'Ernest C. Warde
- Wedlock de Wallace Worsley

1918 : plusieurs films d'Arvid E. Gillstrom avec Oliver Hardy :
- The Messenger
- The Scholar
- The Orderly
- His Day Out
- The Stranger

1919 :
- Après le typhon (The Man Hunter)

1921
- A Tale of Two Worlds

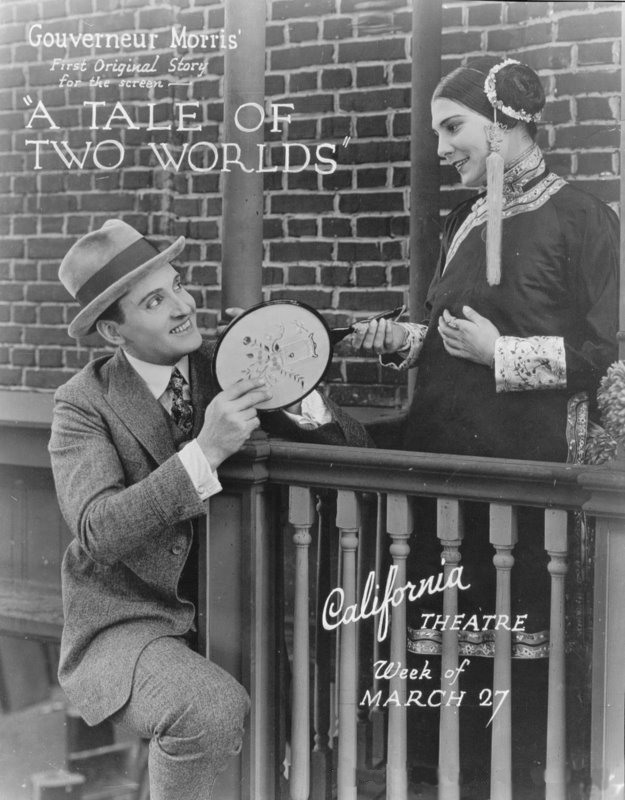
A Tale of Two Worlds (1921)

- L'as de cœur (The Ace of Hearts) de Wallace Worsley
- Ladies Must Live de George Loane Tucker
- Le Prince des Ténèbres (Voices of the City) de Wallace Worsley

1922
- Le Détour (Saturday Night)
- Le Réquisitoire (Manslaughter) de Cecil B. DeMille
- The Man Who Saw Tomorrow d'Alfred E. Green

1923
- Les Dix Commandements (The Ten Commandments) de Cecil B. DeMille
- Java Head de George Melford

1924
- Triomphe
- The Marriage Cheat

1926
- Le Tombeau des amants (Made for Love) de Paul Sloane
- Fille d'Ève (Eve's Leaves) de Paul Sloane
- The Clinging Vine de Paul Sloane

1928
- Le Beau Danube bleu (The Blue Danube) de Paul Sloane
- Mirages (Show People) de King Vidor

1929
- Le Costaud (Strong Boy)
- L'Affaire Bellamy (Bellamy Trial)

1939
- Premier Amour (First Love) de Henry Koster

1949
- Air Hostess de Lew Landers

1951
- Nid d'amour (Love Nest) de Joseph M. Newman